# Деревня имени ТатЦИКа
Деревня имени ТатЦИКа (тат. ТатЦИК исемендәге) — деревня в Пестречинском районе Татарстана. Входит в состав Шалинского сельского поселения.

## География
Расположена на левом берегу Мёши примерно в 25-30 км к востоку от Казани, в 5 км к югу от села Пестрецы и в 1 км к северо-западу от села Шали (отделено от деревни автодорогой «Волга»).

## История
Основана в 1929 году как колхоз имени ТатЦИКа (сокращение от Татарский Центральный Исполнительный Комитет) жителям села Шали, первым председателем которого стал Исхак Салахиев. Впоследствии колхоз стал одним из передовых. По другим данным деревня основана в 1930-х годах.

## Население
Постоянных жителей было: в 1949—172, в 1958—131, в 1970—164, в 1979—152, в 1989—123, в 2002—162 (татары 99 %), 161 в 2010.